# Moumoon
moumoon(무문)은 보컬 및 작사를 담당하는 유카(YUKA)와 작곡 및 연주를 담당하는 마사키 고스케로 구성된 일본의 2인조 음악 그룹이다. 그룹 이름은 프랑스어로 '부드러움'을 뜻하는 'mou'와 영어로 '달'을 뜻하는 'moon'을 합쳐서 만든 조어이다.

## 구성원
- YUKA（유카, 1985년 12월 3일 - ）
  - 보컬 및 작사를 담당하고 있으며 일본 도쿄 출신이다.
  - 바이올린 연주가인 아버지와 음악 교사인 어머니 사이에서 태어났다. 초등학교와 중학교 시절 오케스트라에 소속되어 있으면서 치어리딩, 댄스, 보컬 활동에도 참가했다. 16세에 미국으로 유학을 가서 미국의 고등학교를 졸업한 뒤 일본으로 귀국하였고, 일본의 고등학교에 복학하여 졸업했다[1].
  - 취미는 그림 그리기, 요리, 버섯의 이름 기억하기이다.
- 마사키 고스케（柾昊佑, 1977년 6월 22일 - ）
  - 기타・신시사이저・키보드・피아노 등의 악기를 연주하는 동시에 작곡 및 편곡을 담당하고 있으며, 일본 이시카와현 출신이다. 방송에 따라서는 KOUSUKE MASAKI로 표기되는 경우도 있다.
  - 취미는 스노보드 타기・카레 만들기・야구・골프・개구리 관련 상품 수집이다. 하지만 살아있는 개구리는 꺼린다고 한다.

## 음반 목록

### 싱글
2006년
- 〈Flowers/Pride〉

2007년
- 〈Do You Remember?〉

2008년
- 〈Tiny Star〉
- 〈More than Love〉

2009년
- 〈Evergreen〉
- 〈On the Right〉
- 〈아오이 쓰키토 앰비밸런스나 아이〉 (青い月とアンビバレンスな愛)

2010년
- 〈Sunshine Girl〉
- 〈Let's Dance in the Moonlight〉
- 〈Moonlight/스카이 하이/Yah〉 (moonlight/スカイハイ/YAH)
- 〈My Secret Santa〉

2011년
- 〈Chu Chu〉
- 〈우타오 우타우〉 (うたをうたおう)

### 정규 음반
- 2008년 《Moumoon》
- 2011년 《15 Doors》
- 2012년 《No Light Land》
- 2013년 《PAIN KILLER》

### 미니 음반
- 2006년 《Flowers》
- 2007년 《Love Me?》
- 2010년 《리플레인》
- 2010년 《Spark》